# Oriëntaals-orthodoxe kerken
De oriëntaals-orthodoxe kerken (soms oudorthodoxe kerken genoemd) zijn ontstaan ten gevolge van conflicten binnen de toenmalige kerkgemeenschappen in de eerste eeuwen van het christendom. Ze worden ook pre-/non-/niet-chalcedonische orthodoxe kerken genoemd omdat ze het Concilie van Chalcedon van 451 niet erkennen.
Deze kerken beroepen zich, wat hun geloofsleer betreft, op de eerste oecumenische concilies van de ongedeelde kerk, namelijk het Eerste Concilie van Nicaea (325), het Concilie van Constantinopel I (381) en het Concilie van Efeze (431). 
Ze hebben een andere viering van de kerkelijke feestdagen en gebruiken nog altijd de juliaanse kalender. De Armeens-Apostolische Kerk gebruikt echter sinds 1924 de gregoriaanse kalender.
Schisma's vonden plaats in de vijfde eeuw naar aanleiding van het Concilie van Chalcedon en leidden tot het ontstaan van de volgende kerken:
- De Syrisch-Orthodoxe Kerk van Antiochië of Jacobitische Kerk behoorde oorspronkelijk tot de Syrische Kerk van Antiochië (gesticht 37 n.Chr.) en werd gedefinieerd als de West-Syrische Kerk na de afscheiding van de Assyrische Kerk na het Concilie van Efeze in 431. De Syrisch-Orthodoxe Kerk erkent het Concilie van Chalcedon (451) niet. Het zijn zogenaamde “miafysieten”.
- De Koptisch-Orthodoxe Kerk (in Egypte) is ontstaan uit het patriarchaat van Alexandrië. Het christendom deed vrij vroeg zijn intrede in Alexandrië vanuit Syrië en Judea. De Koptisch-Orthodoxe Kerk verwierp het Concilie van Chalcedon in 451. Politieke elementen en de strijd tussen Constantinopel (Nestorius, Eutyches) en Alexandrië (Cyrillus, Dioscurus) speelden hierin een rol: volgens de kopten beoogde dit Concilie de politieke overheersing van het Byzantijnse Rijk.
- De Armeens-Apostolische Kerk. In 301 werd door de Armeense koning Tiridates IV het christendom ingesteld als staatsgodsdienst. In 451 was Armenië niet vertegenwoordigd op het Concilie van Chalcedon wegens de oorlog tegen de Perzen. Toen men de besluiten van het Concilie vernam werden deze afgewezen. In 505 koos de Armeense Kerk formeel voor het miafysitisme. Sindsdien is ze een autocefale kerk.

Later ontstonden: 
- de Ethiopisch-Orthodoxe Kerk,
- de Eritrees-Orthodoxe Kerk,
- de Malankaarse Syrisch-Orthodoxe Kerk (in India),

die eveneens tot het oriëntaals-orthodoxe christendom worden gerekend.

## Positie van de Assyrische Kerk
De Assyrische Kerk van het Oosten is ontstaan – na het concilie van Efeze (431) – als de Oost-Syrische of Nestoriaanse Kerk. De Assyrische kerk behoort niet tot de oriëntaals-orthodoxe kerken. Het nestorianisme (of de leer welke de scheiding tussen de goddelijke en de menselijke natuur van Christus benadrukt) wordt afgewezen door de oriëntaals-orthodoxe kerken. Een deel van deze Oost-Syrische Kerk is in de 16e eeuw geünieerd met Rome en heeft sinds 1830 de naam Chaldeeuws-Katholieke Kerk. In de 20ste eeuw is uit de Assyrische Kerk de Oude Kerk van het Oosten ontstaan.